# Dordeduh
Dordeduh ist eine rumänische Black-Metal- und Folk-Metal-Band aus Timișoara. Sie wurde 2009 gegründet und hatte 2021 mit ihrem Album Har einen Erfolg in Deutschland.

## Bandgeschichte
Nach 15 Jahren gingen 2009 die beiden Gründer von Negură Bunget auseinander. Während Gabriel Mafa mit neuen Musikern weitermachte, verließ Edmond Karban mit Cristian Popescu die Band. Zusammen mit Bassist Flavius Misarăș und Ovidiu Mihăiță als neuem Schlagzeuger entstand Dordeduh. Dor de duh heißt im Rumänischen so viel wie „Sehnsucht nach dem Geist“. Ihre erste Veröffentlichung war 2010 die EP Valea omului mit zwei 6-Minuten-Stücken. Zwei Jahre später erschien das erste Album Dar de duh.
Danach wurde es ruhiger um die Band. Zweimal wechselte der Schlagzeuger. Karban und Popescu gründeten ein zweites Projekt namens Sunset in the 12th House, das 2015 ein Album mit Progressive Rock herausbrachte.
Es dauerte neun Jahre, bis das zweite Dordeduh-Album erschien. Es trug den Titel Har und war vor allem in Deutschland erfolgreich, wo es sogar den Sprung in die Albumcharts auf Platz 24 schaffte.

## Diskografie
Alben
- 2012: Dar de duh (Lupus Lounge)
- 2021: Har (Prophecy Productions)

EPs
- 2010: Valea omului (Lupus Lounge)

Singles und Samplerbeiträge
- 2011: Cumpat
- 2012: Dojana
- 2012: Ruun
- 2021: În vieliștea uitării (Prophecy Productions)
- 2021: Descânt (Prophecy Productions)
- 2021: Pândarul